# Lijst van beschermd erfgoed in Burg-Reuland
Onderstaande tabel geeft een overzicht van de beschermde erfgoederen in de gemeente Burg-Reuland. Het beschermd erfgoed maakt deel uit van het cultureel erfgoed in België.
| Object | Bouwjaar/architect | Deelgemeente | Adres   | Coördinaten                  | Nummer | Afbeelding |
| --- | ------------------ | ------------ | ------- | ---------------------------- | ------ | --- |
| De Belgisch-Pruisische grensstenen 76-92 |                    |              |         | 50° 18' 31" NB, 6° 0' 47" OL | 31215  | |
| Burcht Reuland |                    |              | Reuland | 50° 11' 45" NB, 6° 8' 4" OL  | 31020  | Burcht Reuland |
| Sint-Stephanuskerk |                    |              | Reuland | 50° 11' 44" NB, 6° 8' 11" OL | 31024  | Sint-Stephanuskerk |
| Huis van Orley (gevels en dak) |                    |              |         | 50° 11' 43" NB, 6° 8' 10" OL | 31023  | Huis van Orley (gevels en dak) |
| Huis Dorf 103/104 (gevels, dak en plafond doorgang)                                                                                              |                    |              |         | 50° 11' 41" NB, 6° 8' 7" OL  | 31022  | Huis Dorf 103/104 (gevels, dak en plafond doorgang)                                                                                              |
| Tumulus van Hochtumsknopf |                    |              |         | 50° 13' 54" NB, 6° 3' 31" OL | 31291  | Tumulus van Hochtumsknopf |
| Slot Oberhausen (gevels en dak) |                    |              |         | 50° 9' 27" NB, 6° 8' 21" OL  | 31017  | Slot Oberhausen (gevels en dak) |
| Sint-Peterskerk en omgeving |                    |              |         | 50° 8' 32" NB, 6° 8' 22" OL  | 31018  | Sint-Peterskerk en omgeving |
| Pastorie (pfarrhaus) |                    |              |         | 50° 8' 31" NB, 6° 8' 22" OL  | 31019  | Pastorie (pfarrhaus) |
| Schiebachtal |                    |              |         | 50° 8' 39" NB, 6° 8' 18" OL  | 31054  | Schiebachtal |
| Steenachtige heuvel ten westen van de Rittersprunges                                                                                             |                    |              |         | 50° 8' 37" NB, 6° 8' 11" OL  | 31051  | Steenachtige heuvel ten westen van de Rittersprunges                                                                                             |
| Sint-Remacluskerk (oudste delen binnen en buiten)                                                                                                |                    |              | Thommen | 50° 13' 10" NB, 6° 4' 26" OL | 31025  | Sint-Remacluskerk (oudste delen binnen en buiten)                                                                                                |
| pastorie Thommen |                    |              | Thommen | 50° 13' 10" NB, 6° 4' 26" OL | 31030  | pastorie Thommen |
| Thommer Weiher (vijver) |                    |              |         | 50° 13' 25" NB, 6° 3' 14" OL | 31052  | Thommer Weiher (vijver) |
| Sint-Hubertuskapel |                    |              |         | 50° 11' 38" NB, 6° 9' 2" OL  | 31001  | Sint-Hubertuskapel |
| Huis Dürler 26A |                    |              |         | 50° 11' 25" NB, 6° 4' 12" OL | 31016  | Huis Dürler 26A |
| De grafheuvels "Im Kollerwinkel", drie grafheuvels in de zuidoostelijke hoek van een perceel en een heuvel in de westelijke hoek van een perceel |                    |              |         | 50° 12' 48" NB, 6° 6' 43" OL | 31298  | De grafheuvels "Im Kollerwinkel", drie grafheuvels in de zuidoostelijke hoek van een perceel en een heuvel in de westelijke hoek van een perceel |
| De grafheuvels op Kleinhardt: twee heuvels aan de noordwestelijke kant langs de straat                                                           |                    |              |         | 50° 13' 18" NB, 6° 7' 20" OL | 31297  | De grafheuvels op Kleinhardt: twee heuvels aan de noordwestelijke kant langs de straat                                                           |
| Huis Burg-Reuland 143 |                    |              |         | 50° 11' 48" NB, 6° 8' 23" OL | 32238  | Huis Burg-Reuland 143 |